# میرامار
میرامار (به اسپانیایی: Miramar) یک منطقهٔ مسکونی در آرژانتین است که در بخش خنرال آلوارادو واقع شده‌است. میرامار ۳۰٬۱۰۰ نفر جمعیت دارد و ۱۷ متر بالاتر از سطح دریا واقع شده‌است.